# Liste der Bodendenkmäler in Weitnau
Auf dieser Seite sind die Bodendenkmäler in dem schwäbischen Markt Weitnau zusammengestellt. Diese Tabelle ist eine Teilliste der Liste der Bodendenkmäler in Bayern. Grundlage ist die Bayerische Denkmalliste, die auf Basis des Bayerischen Denkmalschutzgesetzes vom 1. Oktober 1973 erstmals erstellt wurde und seither durch das Bayerische Landesamt für Denkmalpflege geführt wird. Die folgenden Angaben ersetzen nicht die rechtsverbindliche Auskunft der Denkmalschutzbehörde.

## Bodendenkmäler in Weitnau
| Lage | Objekt | Akten-Nr.     | Bild                                                                |
| --- | --- | ------------- | ------------------------------------------------------------------- |
| Weitnau Kaplaneiweg (Standort)                                                                          | Burgstall Weitnau→Burgstall des Mittelalters. | D-7-8326-0001 |                                                                     |
| Sibratshofen Burgstallweg (Standort)                                                                    | Burgstall Sibratshofen→Burgstall des Mittelalters.                                                                                                 | D-7-8326-0002 |                                                                     |
| Gemeindegebiet; von Marktgrenze am Letzbach über Wengen bis Nellenberg (Landesgrenze) (Standort)        | Römerstraße Kempten–Bregenz→Straße der römischen Kaiserzeit.                                                                                       | D-7-8326-0006 | weitere Bilder                                                      |
| Waltrams 1 (Standort)                                                                                   | Burgstall Untere Burg→Burgstall des Mittelalters.                                                                                                  | D-7-8326-0008 |                                                                     |
| Buchenberger Wald Mündung Gemeindshüttentobel in den Rotenbach; nördlich der Alpe Wenger Egg (Standort) | Glashütte am Gemeindshüttentobel→Glashütte der frühen Neuzeit.                                                                                     | D-7-8326-0025 | Alpe Wenger Egg am Gemeindshüttentobel oberhalb der Alten Glashütte |
| Alttrauchburg (Standort)                                                                                | Burg Alt-Trauchburg→Burg des Mittelalters und der frühen Neuzeit.                                                                                  | D-7-8326-0026 | weitere Bilder                                                      |
| Weitnau Kirchplatz/Friedhof (Standort)                                                                  | Mittelalterliche und frühneuzeitliche Befunde im Bereich der katholischen Pfarrkirche St. Pelagius in Weitnau und ihrer Vorgängerbauten.           | D-7-8326-0045 | weitere Bilder                                                      |
| Wengen (Standort)                                                                                       | Mittelalterliche und frühneuzeitliche Befunde im Bereich der katholischen Pfarrkirche St. Johannes der Täufer in Wengen und ihrer Vorgängerbauten. | D-7-8326-0047 | weitere Bilder                                                      |
| Kleinweiler Trauchburgstraße (Standort)                                                                 | Mittelalterliche und frühneuzeitliche Befunde im Bereich der katholischen Pfarrkirche St. Margareth in Kleinweiler und ihrer Vorgängerbauten.      | D-7-8326-0050 | Pfarrkirche St. Margareth in Kleinweiler                            |
| Sibratshofen Hauptstraße / St.Wendelinstraße (Standort)                                                 | Mittelalterliche und frühneuzeitliche Befunde im Bereich der katholischen Pfarrkirche St. Wendelin in Sibratshofen.                                | D-7-8326-0056 | weitere Bilder                                                      |
| Seltmans Weidachweg 1 (Standort)                                                                        | Frühneuzeitliche Befunde im Bereich der ehemaligen Siechenkapelle in Seltmans.                                                                     | D-7-8326-0057 | ehemalige Siechenkapelle in Seltmans                                |
| zwischen Eisenbolz und Engelwarz (Standort)                                                             | Burgstall Raschenberg→Burgstall des Mittelalters.                                                                                                  | D-7-8327-0008 |                                                                     |
| Hellengerst Burgstraße (Standort)                                                                       | Burgstall Schloßbühl→Burgstall des Mittelalters.                                                                                                   | D-7-8327-0009 |                                                                     |
| Hellengerst Burgstraße (Standort)                                                                       | Mittelalterliche und frühneuzeitliche Befunde im Bereich der katholischen Pfarrkirche St. Stephan in Hellengerst.                                  | D-7-8327-0087 | weitere Bilder                                                      |
| Rechtis Dorfstraße 1 (Standort)                                                                         | Mittelalterliche und frühneuzeitliche Befunde im Bereich der katholischen Pfarrkirche St. Ulrich in Rechtis.                                       | D-7-8327-0089 | Pfarrkirche St. Ulrich in Rechtis                                   |